# Calle Arroyo
La calle Arroyo, es una arteria vial del barrio de Retiro de la ciudad de Buenos Aires en Argentina, originalmente llamada Calle de las Tunas, desde 1882 fue la Calle Pueyrredon y hacia 1902 pasa a llamarse así a la actual Avenida y una ordenanza municipal bautizó la calle con una parte del apellido de Manuel Andrés Arroyo y Pinedo, Presidente del Congreso de 1825 y dueño de la quinta emplazada en Carlos Pellegrini y Arroyo. En la esquina de Arroyo y Avenida Alvear se puede ver la placa de homenaje e imposición del nombre a la calle.

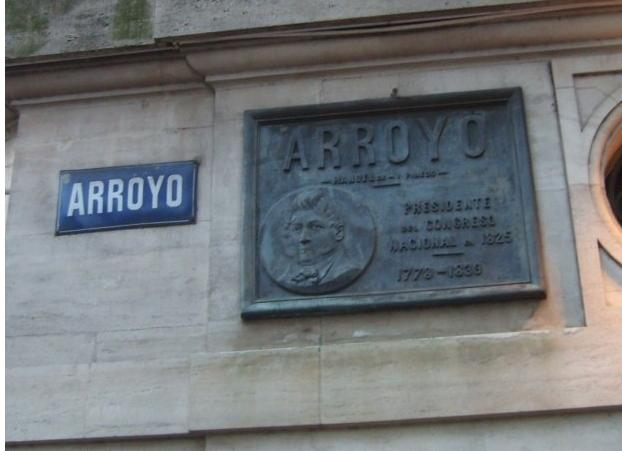
Placa de Homenaje en Arroyo y Alvear

El escritor Eduardo Mallea la llamó "el codo aristocrático de Buenos Aires" integrando junto a la Avenida Alvear y la Avenida Quintana, las tres arterias tradicionales del Barrio Norte porteño.

## Características

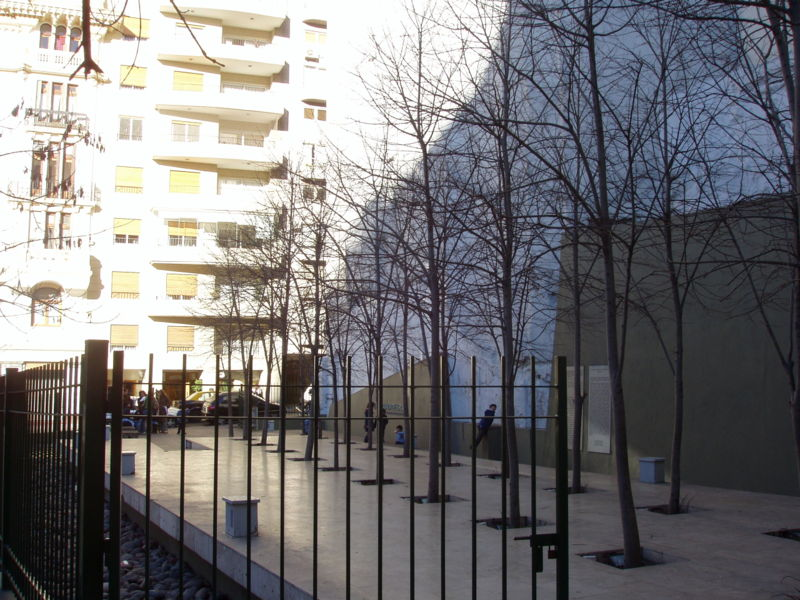
Plaza recordatoria donde se hallaba la Embajada de Israel.

Se inicia en la conjunción de las calles Juncal y Esmeralda para desembocar en la Plaza Carlos Pellegrini, siendo la Avenida Alvear su continuación natural.
Alberga importantes edificios y joyas arquitectónicas del pasado porteño, palacios señoriales y residencias de estilo francés. Entre ellas se destaca el Palacio Estrugamou construido en 1929 por los arquitectos Sauze y Huguier en cuyo patio se halla la réplica en bronce de la Victoria de Samotracia.
Otros edificios de importancia son la Torre Mihanovich o Torre Bencich en el número 845 (exsede del Hotel Sofitel), la exresidencia Celedonio Pereda (o Palacio Pereda), actual embajada del Brasil, debida al arquitecto Louis Martin y concluida por el belga Jules Dormal (1846-1924); y el edificio de viviendas en el cruce con la calle Libertad, proyectado por Eduardo Le Monnier. 
Albergó la famosa discoteca Mau-Mau, centro de la vida nocturna porteña de la década de 1960.
En la esquina de Arroyo y Suipacha se encontraba la Embajada de Israel, destruida por un atentado el 17 de marzo de 1992.
Hoy es un centro neurálgico de galerías de arte, casas de moda, embajadas y actividades sociales. Tres veces en el año se celebran las Gallery Nights (noche de galerías de arte) en los que galerías y otros espacios de arte permanecen abiertos de 18 a 21 para que el público los visite.

## Galería

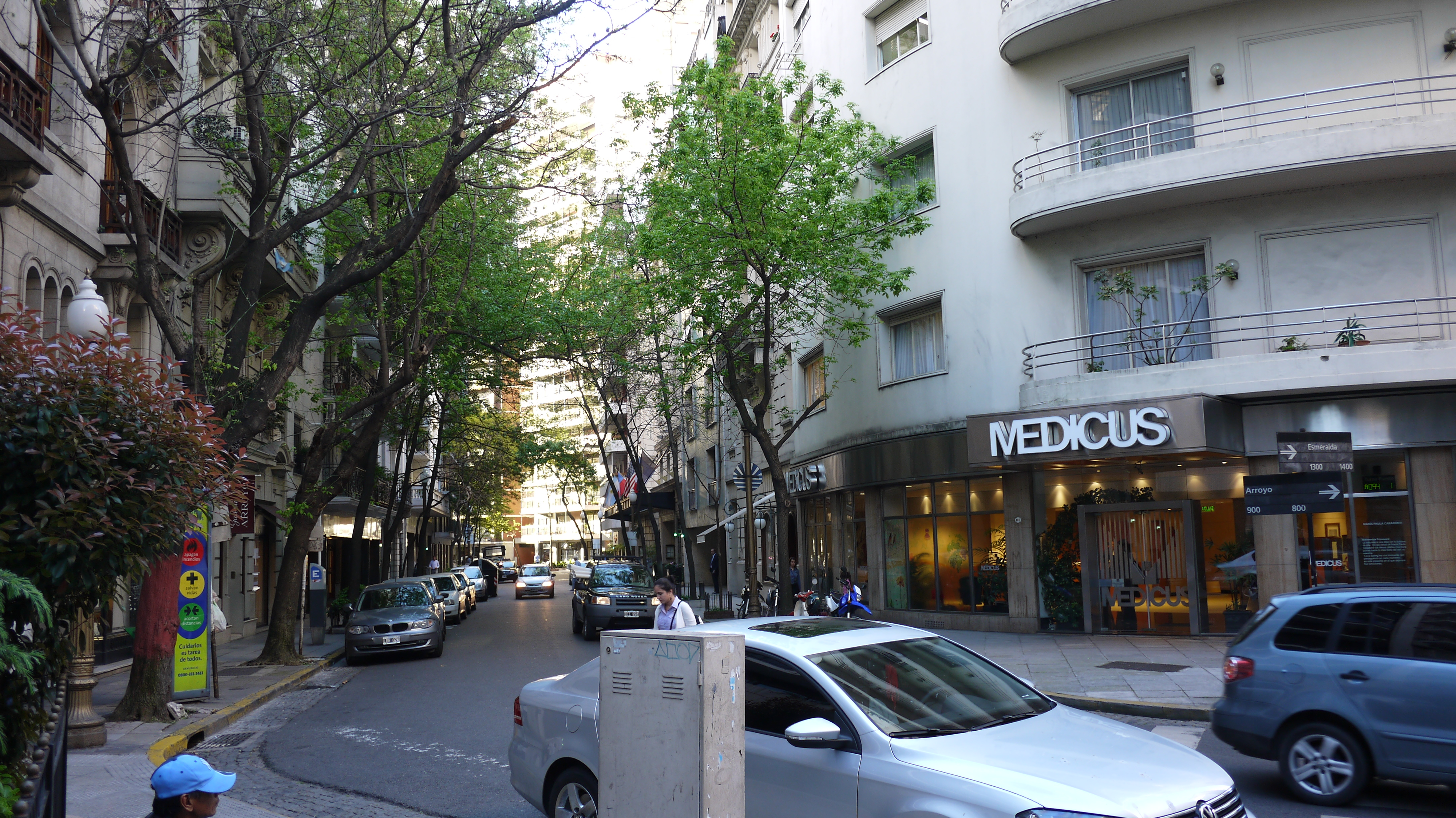
Cruce con Esmeralda
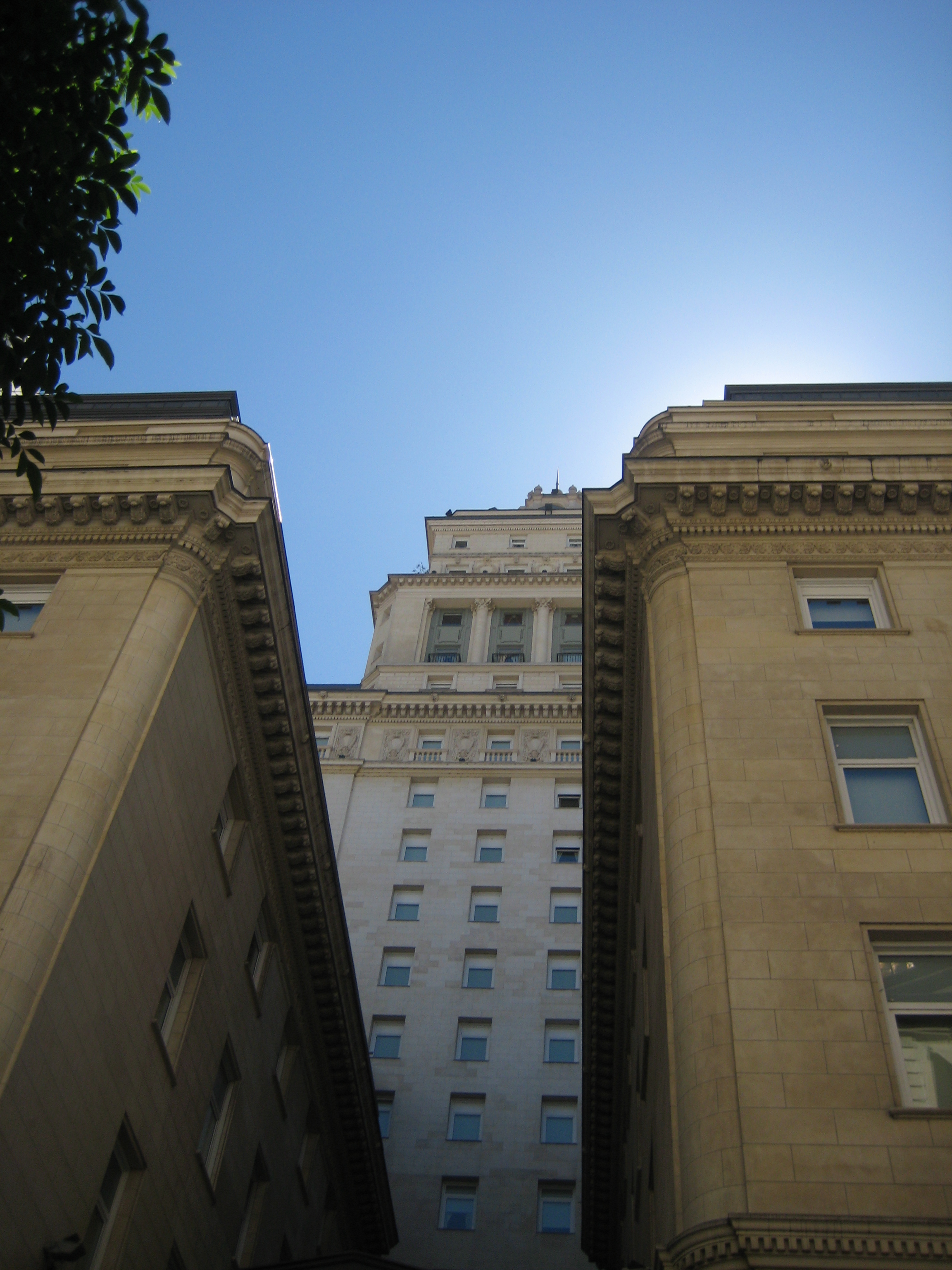
Torre Mihanovich
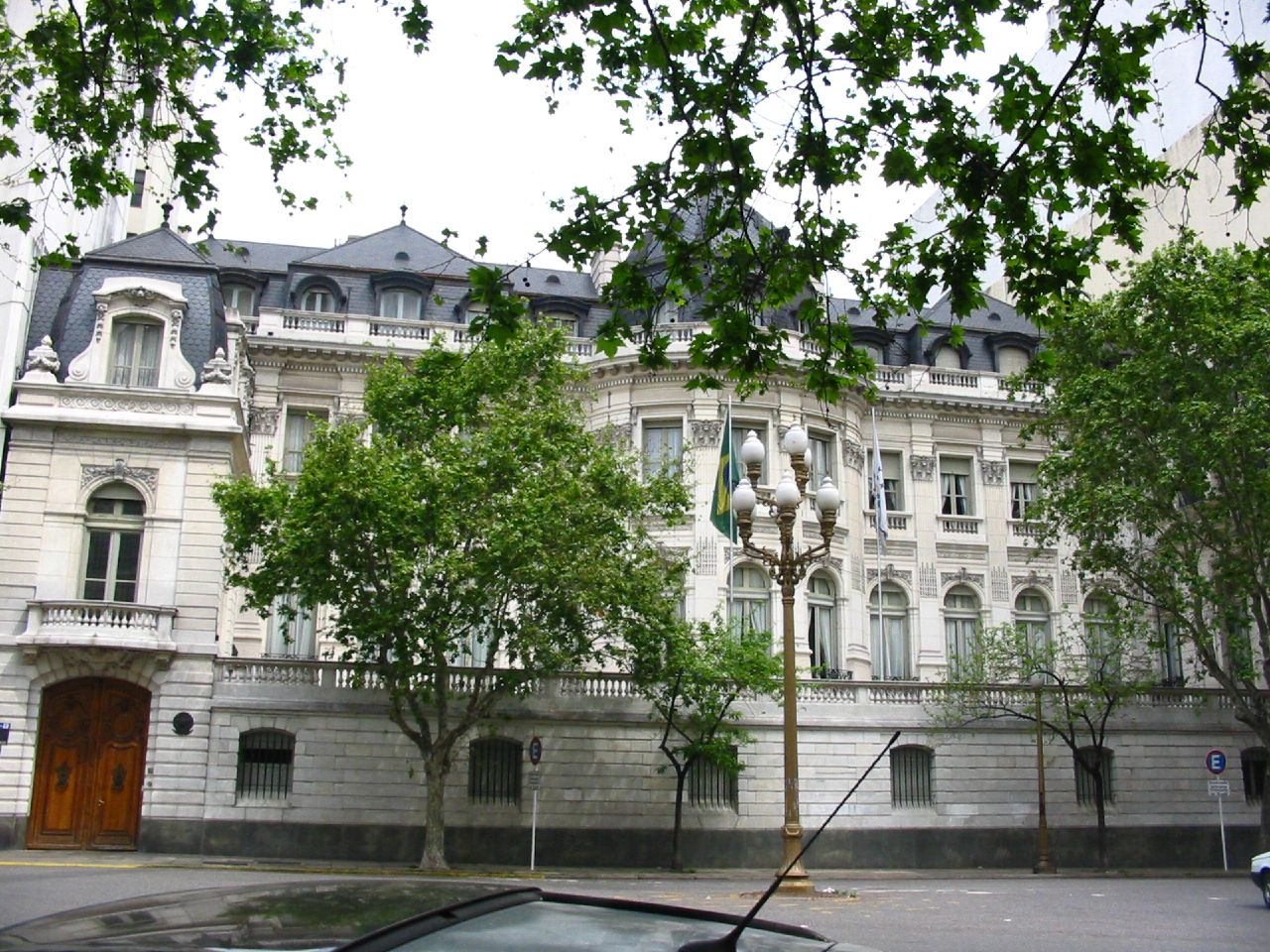
Palacio Pereda
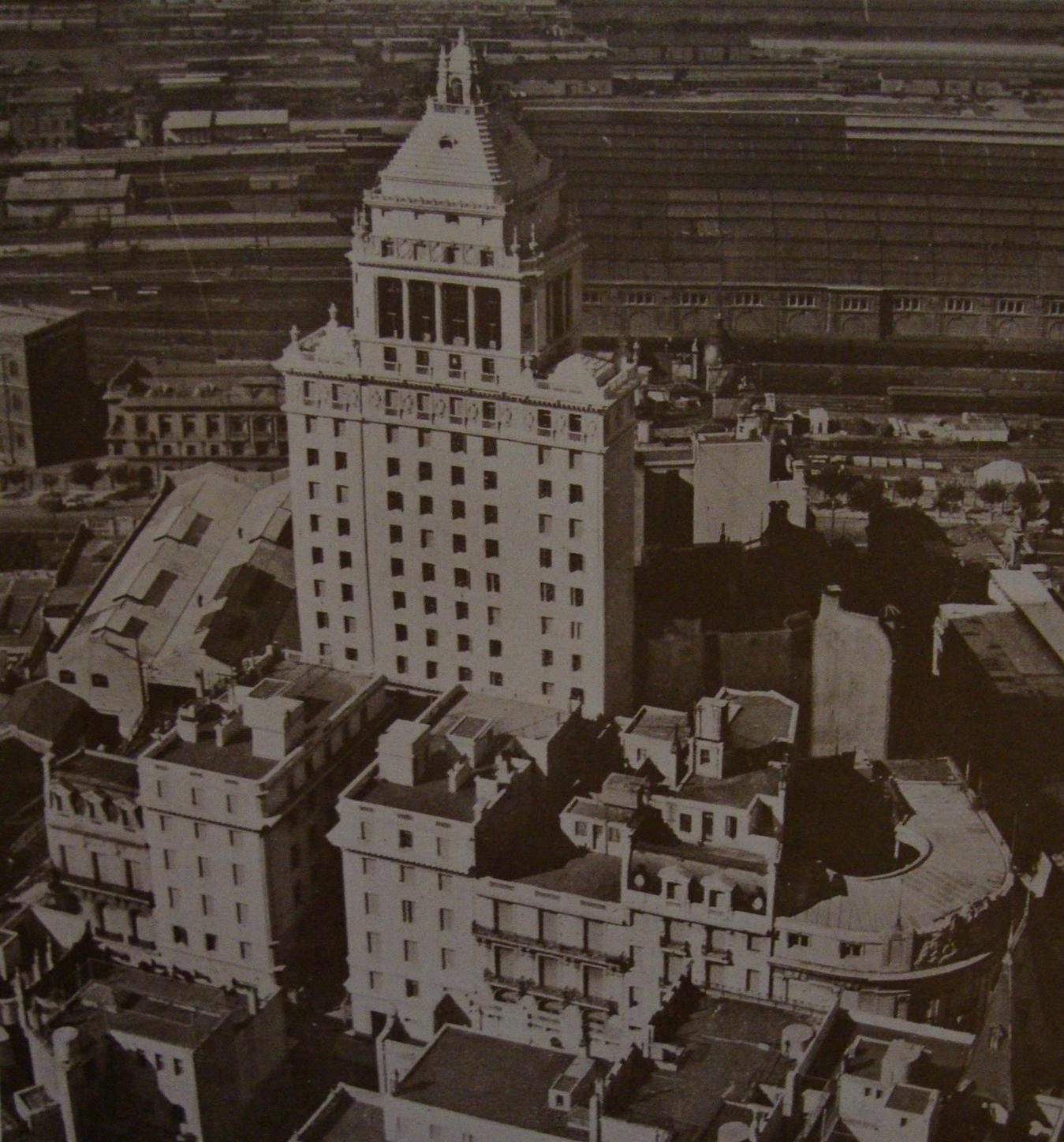
Torre Mihanovich